# Guerre romano-etrusche
Le guerre romano-etrusche furono una serie di conflitti tra Romani e città etrusche, combattuti dalla fondazione di Roma (VIII secolo a.C.) al III secolo a.c.

## Contesto storico
Secondo il mito delle origini di Roma, come ci ha tramandato Virgilio, gli Etruschi, guidati dal re Mezenzio, alleato con il re Turno dei Rutuli, attaccarono i Latini e gli esuli troiani, guidati dal re Latino ed Enea. Latini e Troiani uscirono dallo scontro vittoriosi, anche se Enea venne ucciso in battaglia. La pace venne, quindi, conclusa stabilendo che il fiume Tevere sarebbe risultato il confine naturale tra Etruschi e Latini. Una volta fondata la città di Roma sul Palatino, i Romani apparvero col tempo, secondo Livio, "così potenti da poter rivaleggiare militarmente con qualunque popolo dei dintorni". Una dopo l'altra caddero molte delle vicine città appartenenti alle popolazioni dei Ceninensi,, degli Antemnati, dei Crustumini e dei Sabini.

### Casus belli
Gli abitanti dell'Etruria, ritenendo Roma troppo vicina e potente, decisero di attaccarla, senza attendere che diventasse troppo forte. I successivi scontri tra Romani ed Etruschi vennero causati dalla vicinanza e dall'espansionismo con l'antica città rivale di Veio. Quest'ultima era una città ricca che, posta a soli 20 km da Roma su un altopiano facilmente difendibile, controllava un attraversamento del Tevere e dominava tutto il territorio posto sulla sua riva destra. Il fiume costituiva il confine naturale fra il territorio etrusco e quello delle popolazioni latine, ma soprattutto, era la principale via di traffico dal mare verso l'interno e costituiva il miglior collegamento fra il sud dell'area etrusca tradizionale e il primo avamposto etrusco nel meridione italiano, che era Capua, quasi incastrata fra Latini e l'incombente marea colonizzatrice dei greci che risalivano la Penisola.
Sul lato sinistro del Tevere, ma in posizione di controllo della navigazione e dei commerci, Veio vide nascere e in breve tempo crescere una pericolosa concorrente: Roma.
Non ci volle molto tempo perché i Veienti comprendessero quanto quella nuova città sarebbe stata determinante per la loro ricchezza se non proprio per la loro esistenza. Fondamentale era il controllo dei septem pagi e delle saline poste alla foce del fiume e del commercio del sale che se ne ricavava. Roma, quindi si era posta fra Veio e il mare e controllava i controllori. D'altra parte, per Roma la città etrusca era il primo grosso ostacolo per la sua espansione commerciale e militare verso l'Etruria ed era strettamente alleata alle città di Capena (fondata, secondo la tradizione, da Veienti guidati dal leggendario re Properzio), Falerii e Fidene.

## Forze in campo
I Romani, durante la dominazione dei Tarquini, appresero dagli Etruschi le modalità e l'arte del combattimento. Fu solo dopo la fine della Monarchia e la cacciata dei re etruschi, e la successiva conquista dei territori dell'Italia meridionale (a cominciare dal Latium Vetus), in seguito ad una serie interminabile di guerre contro i Sabini, Volsci, Equi, Ernici, Latini e Sanniti, che la costante evoluzione di tecnica, tattica e strategia permise ai Romani di superare i loro antichi maestri etruschi. Il risultato finale fu la sottomissione degli antichi territori dell'Etruria.
(Ateneo di Naucrati, I Deipnosofisti o I dotti a banchetto ovvero I filosofi esperti dei misteri della culinaria, VI, 106.)

### Romani

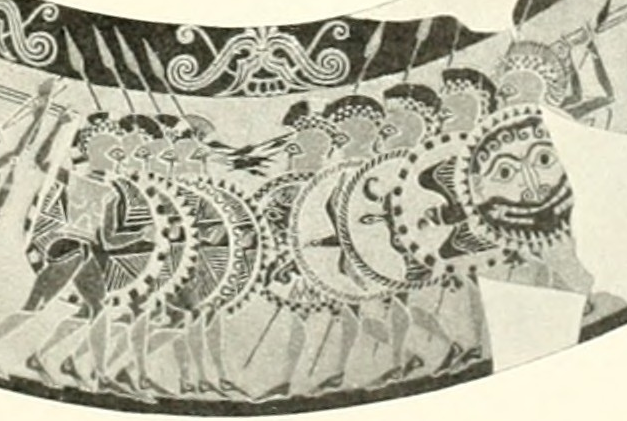
Dettaglio del vaso Chigi, con scontro tra fanterie oplitiche del 650-640 a.C. (Museo nazionale etrusco di Villa Giulia, Roma)

Non si conosce con esattezza la struttura dell'esercito in questa fase: Mommsen riteneva che a quel tempo l'organizzazione militare di Roma fosse regolamentata delle "Leggi del leggendario Re [V]Italus" ma, in generale, il contenuto di queste leggi è a noi totalmente sconosciuto, nonostante Aristotele vi faccia riferimento come ancora parzialmente in vigore, ai suoi tempi, presso alcune popolazioni dell'Italia.
Secondo la tradizione fu Romolo a creare, sull'esempio della falange greca, la legione romana. Egli iniziò a dividere la popolazione che era adatta alle armi, in contingenti militari. Ogni contingente militare era formato da 3 000 fanti e 300 cavalieri, scelti tra la popolazione, e che chiamò legione (latino: legio), una tradizione di cui gli studiosi riconoscono l'evidente carattere di arbitrarietà. In seguito sembra, sempre secondo la leggenda, che l'esercito raddoppiò il numero dei suoi armati, quando la città di Roma s'ingrandì e alla stessa si unirono i Sabini, portando gli effettivi a 6 000 fanti e 600 cavalieri. A partire da Servio Tullio o comunque dai Tarquini, gli effettivi subirono un nuovo incremento, che portò il numero teorico dei fanti a 17 000 e 1 800 dei cavalieri.
Ora sulla base dei recenti ritrovamenti archeologici si è potuto notare che il primo esercito romano, quello di epoca romulea, era costituito da fanti che avevano preso il modo di combattere e l'armamento dalla civiltà villanoviana della vicina Etruria. I guerrieri combattevano prevalentemente a piedi con lance, giavellotti, spade (con lame normalmente in bronzo, e in rari casi in ferro, della lunghezza variabile tra i 33 e i 56 cm), pugnali e asce, mentre solo i più ricchi potevano permettersi un'armatura composta da elmo e corazza, gli altri una piccola protezione rettangolare sul petto, davanti al cuore. Gli scudi avevano dimensioni variabili (comprese tra i 50 e i 97 cm) e di forma prevalentemente rotonda (i cosiddetti clipeus, abbandonati secondo Tito Livio attorno alla fine del V secolo a.C.) atti ad una miglior maneggevolezza. Plutarco racconta, inoltre, che una volta uniti tra loro Romani e Sabini, Romolo introdusse gli scudi di tipo sabino, abbandonando il precedente di tipo argivo e modificando le precedenti armature.

### Etruschi
Considerata la loro organizzazione federale di città-stato, in caso di guerra gli eserciti erano reclutati su base cittadina e richiamando alle armi i cittadini secondo ricchezza e posizione sociale: di conseguenza composizione, equipaggiamento e aspetto degli eserciti doveva variare molto. Le formazioni armate comprendevano corpi di opliti, di truppe leggere e di cavalleria, ognuno con i propri equipaggiamenti e con i propri compiti.
Gli opliti erano soldati con servizio permanente: erano sottoposti a costante addestramento, sostenevano il maggior peso del combattimento, combattevano compatti ed erano armati di lancia, spada, difesi da scudo, elmo e corazza o un piccolo pettorale al centro del petto. Considerata la loro esiguità numerica, si può pensare che combattessero affiancati da guerrieri con armamento e protezioni minori. Al loro fianco si trovavano reparti di truppe leggere, che comprendevano fanti armati alla leggera e tiratori scelti (arcieri o frombolieri), con il compito di provocare il nemico, disturbarlo e disorganizzarlo prima dell'urto degli opliti. La cavalleria si basava sulla mobilità e aveva compiti di avanguardia ed esplorazione, di ricognizione, scorta, inseguimento al termine della battaglia.

## Fasi delle guerre

### Epoca regia di Roma (753-509 a.C.)

#### I primi re, Fidenati e Veienti (753-616 a.C.)

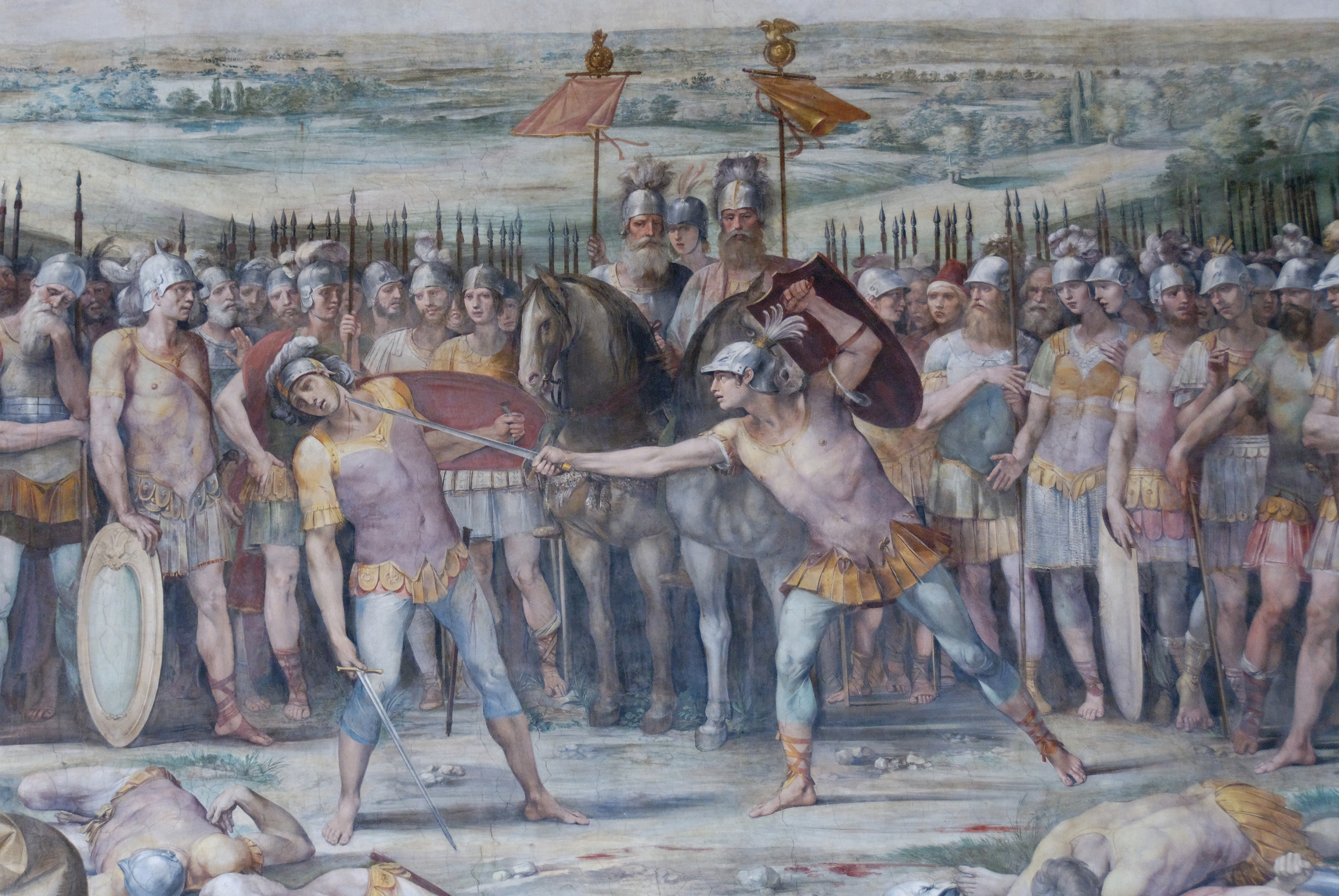
Lo scontro tra Orazi e Curiazi. Mezio Fufezio e Tullo Ostilio sullo sfondo (Giuseppe Cesari, 1612/1613)

Il primo scontro secondo la leggenda avvenne tra la vicina città di Fidene e il primo re di Roma, Romolo. Di questo primo scontro si conoscono due diverse versioni. Una prima, secondo cui Roma riuscì a catturare Fidene, facendola assalire all'improvviso da un gruppo di cavalieri cui era stato dato ordine di tagliare i cardini delle porte di accesso della città, consentendo a Romolo di presentarsi inaspettatamente con l'intero esercito. La seconda versione riporta che i Fidenati si affrettarono a scatenare il conflitto contro i Romani, armando squadroni di cavalieri e spedendoli a devastare le campagne tra Fidene e Roma e a terrorizzare gli abitanti della zona. La reazione romana non si fece attendere. Romolo stesso, a capo di un esercito, si diresse verso nord seguendo il Tevere fino a un miglio dalla città nemica, che sembra riuscì ad occupare dopo una tremenda battaglia divampata davanti alle sue mura.
Secondo Plutarco, Romolo non la distrusse né la abbatté dalle fondamenta, al contrario fece di Fidene una colonia romana in cui insediò ben 2 500 coloni. La guerra scatenata da Fidene fu come una febbre contagiosa che colpì gli animi degli stessi Veienti che si trovavano ad ovest del Tevere. La conseguenza immediata fu che Romolo fu costretto a combattere anche loro, riuscendo a battere anch'essi e ad occupare il territorio dei Septem pagi (ad ovest dell'isola Tiberina) oltre alle Saline, costringendo i Veienti ad arretrare i loro confini, in cambio di una tregua della durata di cento anni. Questa guerra fu l'ultima combattuta da primo re di Roma.
Dopo gli anni di Romolo e il pacifico regno di Numa Pompilio, con Tullo Ostilio la tregua sembra venne interrotta. Sembra che Fidenati e Veienti tornarono a guerreggiare contro Roma. Secondo Livio vennero spinti da Mezio Fufezio, il dittatore di Alba Longa, il quale era stato precedentemente sconfitto dai Romani ed era diventato, in sostanza, suddito di Roma.
I Fidenati si ribellarono apertamente contro Roma. Tullo Ostilio convocò Mezio e il suo esercito da Alba Longa e, insieme con l'esercito romano, marciarono verso Fidene. I due eserciti attraversarono l'Aniene e si accamparono nei pressi della sua confluenza con il Tevere. L'esercito di Veio, allora, attraversò il Tevere insieme con i Fidenati, e formò uno schieramento pronto per l'imminente battaglia nei pressi del fiume. I Veienti si trovavano più vicini al fiume, mentre i Fidenati a monte. Intanto l'esercito romano-albano si schierò di fronte al nemico, con i Romani davanti ai Veienti e gli Albani di fronte ai Fidenati.
Quando la battaglia iniziò, Mezio e le sue truppe si diressero lentamente verso le montagne, con l'intenzione di disertare. Tullo esortava i suoi soldati, dicendo loro che l'esercito albano si stava allontanando in accordo con i suoi ordini. I Fidenati, udito quello che Tullo Ostilio aveva appena detto sugli Albani, temendo che Mezio potesse aggredirli alle spalle, si diedero alla fuga abbandonando la battaglia. I Romani così poterono concentrarsi sui soli Veienti ed ebbero la meglio.

#### Dominazione etrusca a Roma (616-509 a.C.)

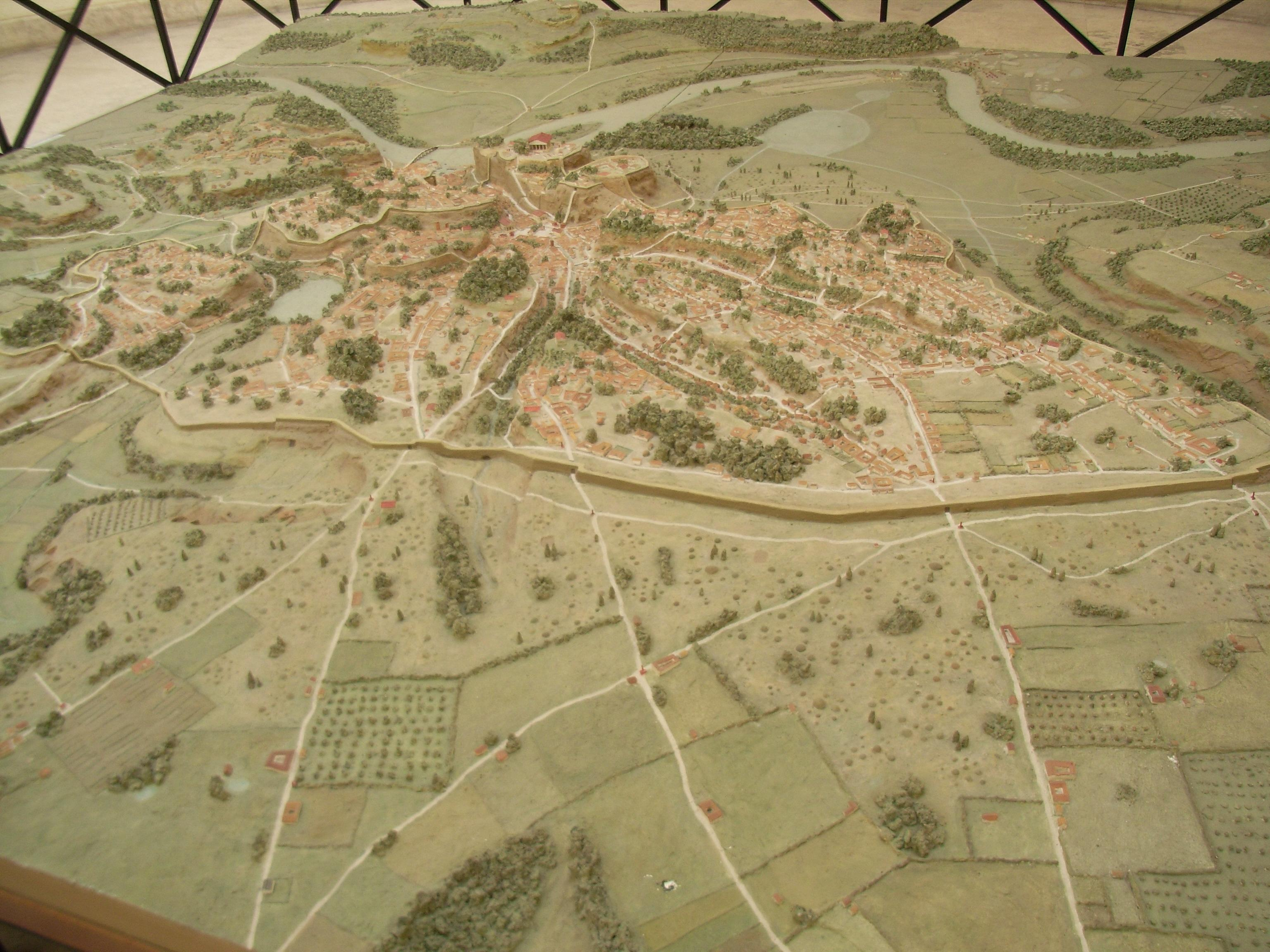
Plastico ricostruttivo della "grande Roma dei Tarquini" presso il museo della Civiltà Romana all'EUR.

Con la fine del VII secolo a.C. l'espansione etrusca verso il meridione d'Italia, portò anche all'occupazione di Roma antica. Sotto i re etruschi Tarquinio Prisco, Servio Tullio e Tarquinio il Superbo, Roma si espanse in direzione nord-ovest, venendo in conflitto contro i Veientani dopo la scadenza del trattato che aveva concluso la precedente guerra.
Tarquinio Prisco ottenne un trionfo sugli Etruschi (il 1º aprile del 588/587 a.C.). Su questi ultimi anche Servio Tullio ottenne un triplice trionfo (il primo il 25 novembre del 571/570 a.C., il secondo il 25 maggio del 567/566 a.C. e un terzo in una data non leggibile). Floro racconta infatti che Tarquinio Prisco sottomise, dopo frequenti scontri, tutti i dodici popoli etruschi (vale a dire le città di Arezzo, Caere, Chiusi, Cortona, Perugia, Roselle, Tarquinia, Veio, Vetulonia, Volsinii, Volterra e Vulci).
L'ultimo re di Roma, Tarquinio il Superbo ottenne di rinnovare il trattato di pace con gli Etruschi. Ma alla fine i re etruschi furono rovesciati nel contesto di una più ampia esautorazione del potere etrusco nell'area dell'antico Latium vetus, e Roma, i cui possedimenti non si estendevano oltre le 15 miglia dalla città, si diede un assetto repubblicano, una forma di governo basata sulla rappresentatività popolare e in contrasto con la precedente autocrazia monarchica.
Il re deposto, Tarquinio il Superbo, la cui famiglia si narra fosse originaria di Tarquinia in Etruria, ottenne il sostegno delle città di Veio e Tarquinia, ricordando le sconfitte inflitte in passato per mano dei Romani. Gli eserciti delle due città seguirono Tarquinio nell'impresa di riconquistare Roma, ma i due consoli romani, Publio Valerio Publicola e Lucio Giunio Bruto, avanzarono con le forze romane per venire a contatto con loro. L'ultimo giorno del mese di febbraio fu combattuta la sanguinosa battaglia della Selva Arsia, durante la quale perirono moltissimi uomini da una parte e dall'altra; tra questi anche il console Bruto. Lo scontro fu interrotto da una violenta e improvvisa tempesta, senza che fosse certo l'esito, tanti erano i morti che giacevano sul campo di battaglia. Entrambe le parti reclamavano la vittoria, finché non fu sentita nel profondo della notte una voce che affermava che i Romani avevano vinto, poiché gli Etruschi avevano perso un uomo in più.
(Plutarco, La vita di Publicola)
Impauriti dalla voce molti tra gli Etruschi fuggirono, lasciando i compagni prigionieri nelle mani dei romani e Valerio poté così rientrare a Roma in trionfo, il primo trionfo celebrato da un condottiero romano (1º marzo del 509 a.C.). Livio narra che, ancora nel 509 a.C., Valerio tornò a combattere i Veienti, sebbene non sia chiaro ciò che successe in questo secondo scontro.

### Età repubblicana romana (509-89 a.C.)

#### Cacciata dei Tarquini da Roma e dall'anticoLatium

Schema della battaglia tra Romani ed Etruschi, durante l'assedio di Porsenna a Roma.

E così Tarquinio, non essendo riuscito a riconquistare il trono insieme agli alleati etruschi delle città di Tarquinia e Veio, cercò aiuto in Lars Porsenna, lucumone della potente città etrusca di Chiusi, (nel 508 a.C., durante il consolato di Tito Lucrezio Tricipitino e Publio Valerio Publicola). Il Senato romano, venuto a sapere che l'esercito di Porsenna si stava avvicinando, temette che il popolo di Roma potesse, per la paura, accogliere di nuovo il re Tarquinio in città. Per questo motivo prese una serie di provvedimenti che rafforzassero la voglia da parte della plebe di resistere di fronte all'imminente assedio. Si provvedette, pertanto, ad avere cura, prima di tutto, dell'annona, inviando emissari tanto ai Volsci quanto a Cuma con l'obiettivo di procurare frumento; il commercio del sale, il cui prezzo era ormai aumentato alle stelle, fu sottratto ai privati e divenne monopolio di stato; la plebe venne esentata da dazi e tributi, mentre le classi abbienti dovettero sostituirsi fiscalmente nella misura in cui erano in grado di farlo. Queste misure ebbero successo, tanto che la popolazione di Roma prese animo, pronta a combattere contro il nemico. Questo secondo quanto raccontano gli storici favorevoli alla tradizione romana come Tito Livio, o Floro, probabilmente per nascondere una possibile disfatta romana. Secondo la versione di Dionigi di Alicarnasso, dopo la partenza di Porsenna il senato romano inviò al re etrusco un trono d'avorio, uno scettro, una corona d'oro e una veste trionfale, che rappresentava l'insegna dei re.
L'arresto dell'espansionismo etrusco era pertanto cominciato sul finire del VI secolo a.C. Prima era stata Roma a liberarsi dalla loro supremazia con la cacciata dei Tarquini; poi se ne liberarono i Latini, che, sostenuti da Aristodemo di Cuma, ad Ariccia, nel 507/506 a.C., li sconfissero in battaglia. Livio infatti racconta che, abbandonata la guerra contro Roma, Porsenna, per evitare di subire critiche al suo ritorno, inviò il proprio figlio Arrunte ad assediare Aricia con parte dell'esercito. Inizialmente sembra che l'attacco colse gli abitanti alla sprovvista, poi ricevuti i rinforzi dalle vicine città latine e dai Greci di Cuma, ebbero la meglio sulle truppe etrusche. I pochissimi superstiti, privi del loro comandante, riuscirono a raggiungere Roma. Qui, supplici, vennero accolti benignamente e ospitati dai Romani. Alcuni più tardi fecero ritorno alle loro abitazioni, molti invece rimasero a Roma, per l'affetto che ormai li legava alla città. Il quartiere, che venne loro assegnato, prese il nome di "Vicus Tuscus".
La sconfitta etrusca ad Aricia pose, in definitiva, gli avamposti degli Etruschi in Campania isolati. Più tardi, dopo la successiva sconfitta navale ad opera sempre di Cuma nel 474 a.C. (v. battaglia di Cuma), andarono via via perduti, tanto che a partire dal 423 a.C. la stessa Capua venne occupata dagli Osci.
Attorno agli anni 505/504 a.C. scoppiò una nuova guerra tra Roma e i Sabini, e benché Livio non faccia alcuna menzione del coinvolgimento degli Etruschi, i Fasti triumphales registrano che il console Publio Valerio Publicola celebrò un trionfo sia sui Sabini, sia sui Veienti nel maggio del 504 a.C..

#### La guerra contro i Veienti: dal Cremera alla caduta di Veio (499-396 a.C.)

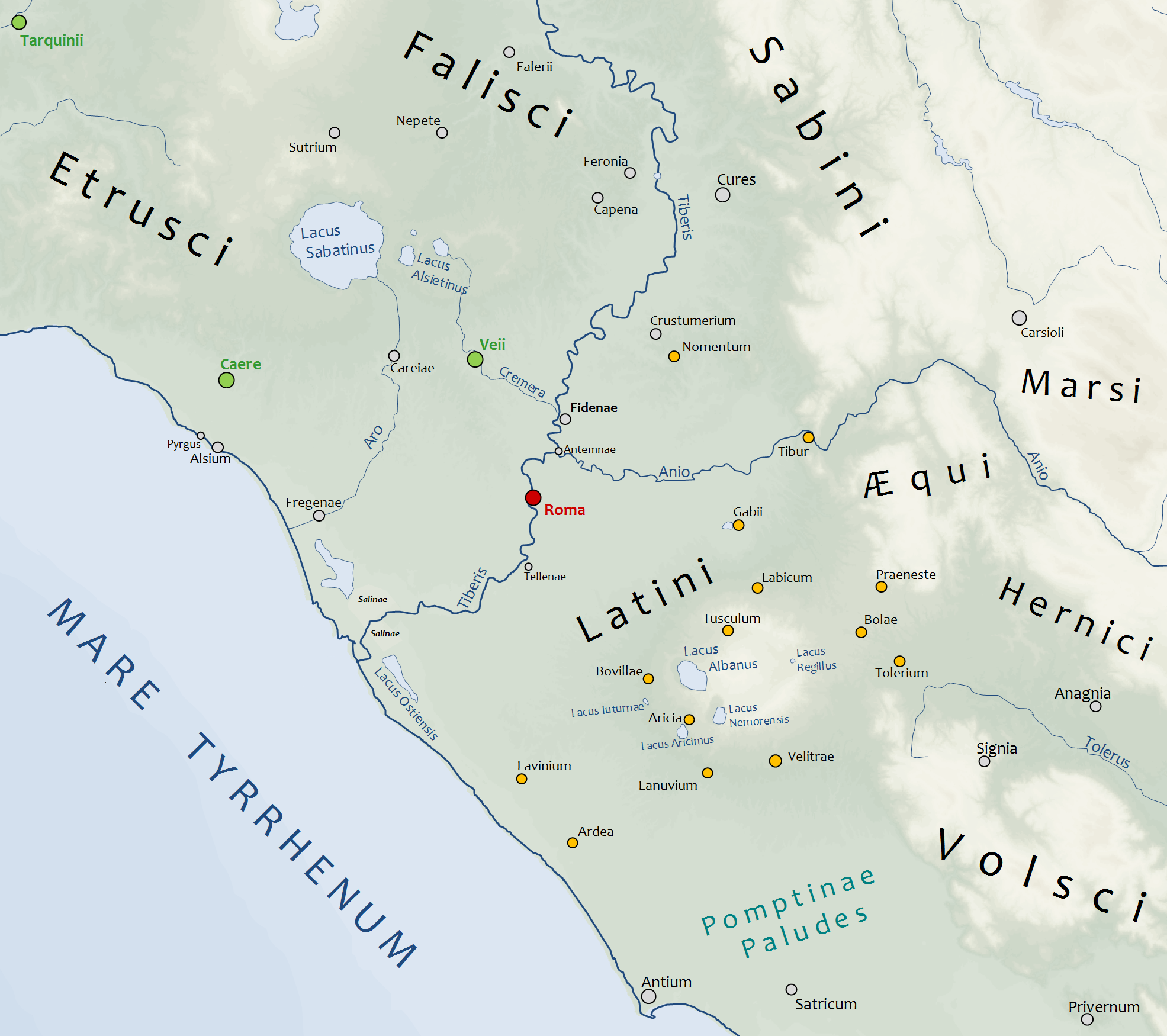
Popoli e città dell'Etruria meridionale e del Latium vetus al tempo delle guerre tra Roma e Veio

Nel 499 a.C. la città di Fidenae, che alcuni sostengono fosse di origine latina, altri etrusca, fu assediata dai Romani. Nel 438 a.C. la colonia romana di Fidenae, cacciò la guarnigione romana, e si alleò con i vicini etruschi di Veio, e successivamente con i Falisci e i Capenati, per contrastare i Romani; la guerra contro gli Etruschi e i loro alleati fu cruenta, e si risolse solo nel 437 a.C., con la presa e la distruzione della città.
(Tito Livio, Ab Urbe condita)
Secondo il racconto di Livio, nel 479 a.C., l'influente Gens Fabia ottenne dal senato il permesso di accollarsi completamente lo sforzo bellico contro Veio: fu armata una forza di trecentosei uomini, tutti appartenenti alla famiglia (più probabilmente, i Fabii fornirono solo la cavalleria di un esercito più consistente, in cui i loro clientes costituivano la turma della fanteria). Per due anni i Fabii rimasero in territorio veiente, sconfiggendo a loro piacimento gli Etruschi. Questi, allora, cominciarono a far credere di essere più deboli di quanto non fossero: rendevano deserto parte del territorio per simulare una maggiore paura dei loro contadini; lasciarono libero parte del bestiame per far credere che fosse stato abbandonato in una fuga precipitosa; fecero arretrare le truppe mandate a contrastare le incursioni. I continui successi resero i Fabii supponenti e imprudenti: usciti dall'accampamento, si diedero al saccheggio e caddero in un'imboscata nemica presso il fiume Crèmera, un piccolo affluente di sinistra del Tevere. I Fabii furono sopraffatti e massacrati (477 a.C.). Di tutta la gens rimase in vita un solo componente: Quinto, figlio di Marco. Livio riporta che era stato lasciato a Roma perché troppo giovane, ma l'informazione non sembra del tutto veritiera se consideriamo che solo dieci anni dopo, Quinto Fabio Vibulano divenne console.
Nel 426 a.C., anche in conseguenza della vittoria veiente contro l'esercito romano condotto dai tribuni militari Tito Quinzio Peno Cincinnato, Gaio Furio Pacilo Fuso e Marco Postumio Albino Regillense, ottenuta ad inizio dell'anno,, Fidene iniziò un nuovo conflitto contro Roma, uccidendo i coloni romani mandati sul suo territorio; ai fidenati si allearono i veienti e così si giunse ad una nuova battaglia, combattuta sotto le mura delle città. Lo scontro fu durissimo, ma alla fine i romani ebbero la meglio, presero la città, e ne ridussero gli abitanti in schiavitù.
Nel 396 a.C. dopo una guerra durata quasi un decennio, Roma conquistava Veio, estendendo la sua influenza su parte dell'Etruria meridionale. Le guerre tra Roma e Veio erano state una costante della storia del Lazio antico a partire dall'VIII secolo a.C.. Fin dalla sua mitica fondazione ad opera di Romolo, Roma ebbe un nemico temibile e determinato nella città etrusca. Le motivazioni dell'inimicizia secolare fra l'Urbe e Veio furono di tipo economico, dove la ricchezza di una significò la povertà dell'altra. Di quest'ultima e determinante guerra sappiamo che il dittatore romano, Marco Furio Camillo, alla presenza delle truppe (e della popolazione), pregò Apollo (il dio della Pizia di Delfi) e Giunone Regina, la protettrice di Veio:
(Tito Livio, Ab Urbe condita)
Roma era pronta per lo sforzo finale; aveva predisposto un esercito forte e motivato, aveva nominato un dittatore che poteva concentrare in un unico punto lo sforzo bellico. Camillo ordinò l'assalto alle mura con il maggior numero di uomini possibile:
(Tito Livio, Ab Urbe condita)
Gli dèi abbandonarono Veio e Livio stesso ammette che qui il racconto diviene leggendario, fabula. Dopo giorni e giorni in cui gli assalti romani erano stati sospesi, con sommo stupore degli etruschi, il re di Veio stava celebrando un sacrificio nel tempio di Giunone quando gli assaltatori romani, che avevano quasi terminato lo scavo e attendevano di abbattere l'ultimo diaframma, udirono il presagio dell'aruspice etrusco: la vittoria sarebbe andata a chi avesse tagliato le viscere di quella vittima. I soldati romani uscirono dal cunicolo, iniziarono l'attacco e, prese le viscere, le portarono al loro dittatore. Nello stesso tempo fu sferrato l'attacco generale di tutte le forze romane contro i difensori delle mura. Così, mentre tutti accorrevano sui bastioni,
(Tito Livio, Ab Urbe condita)
In una pausa dei combattimenti Camillo ordinò, per mezzo di banditori, di risparmiare chi non portava armi. Il massacro si arrestò e si scatenò il saccheggio. Veio era caduta definitivamente in mano romana.

#### Guerra aSutrium,NepieTarquinia(389-386 a.C.)

##### Nel racconto degli autori antichi

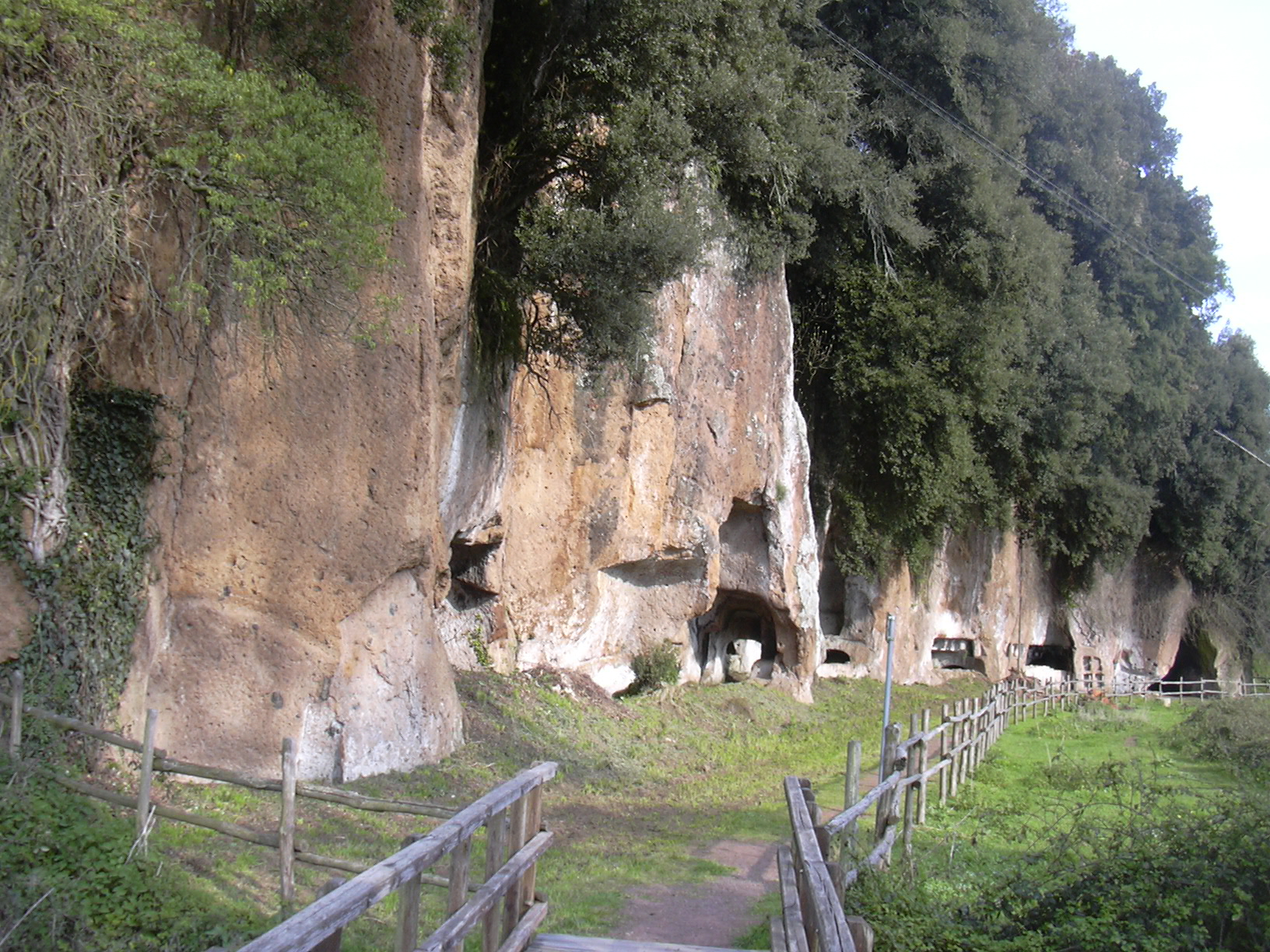
Necropoli etrusca di Sutrium.

Nel 390 a.C. un'invasione di Galli Senoni, prima sconfisse un esercito romano presso l'Allia, poi saccheggiò la stessa Roma. Gli antichi scrittori riferiscono che nel 389 gli Etruschi, i Volsci e gli Equi si sollevarono tutti insieme nella speranza di rovesciare il potere romano. Secondo Livio buona parte dell'Etruria si riunì presso il santuario federale di Vertumna (Fanum Voltumnae) per formare un'alleanza ostile a Roma. Posti sotto assedio da più parti, i Romani nominarono Marco Furio Camillo, dittatore, il quale scelse di marciare, prima contro i Volsci, lasciando una forza comandata dal tribuno consolare, Lucio Emilio Mamercino nel territorio di Veio a guardia degli Etruschi. Nel corso delle due campagne militari, Camillo riuscì a battere in modo schiacciante, Volsci ed Equi lungo il fronte meridionale, risultando così pronto a combattere gli Etruschi lungo il fronte settentrionale.
Livio e Plutarco, e più sommariamente Diodoro Siculo, narrano degli scontri tra Roma e gli Etruschi in modo molto similare. Mentre Camillo stava ancora combattendo contro i Volsci, gli Etruschi posero sotto assedio Sutrium, città alleata di Roma. I Sutrini inviarono a Roma loro ambasciatori per richiedere un aiuto romano e Camillo, dopo aver battuto Volsci e Equi, poté marciare in loro aiuto, ma poiché non era giunta in precedenza alcun'assistenza da parte romana, Sutrium era stata costretta ad arrendersi, togliendo agli abitanti il grosso delle armi e lasciandogliene una sola a testa. Avendo incontrato alcuni Sutrini esiliati quello stesso giorno, Camillo ordinò di lasciarsi i bagagli alle spalle e marciò con il suo esercito fino a Sutrium dove trovò il nemico ancora occupato a saccheggiare la città. Il dittatore romano ordinò allora di far chiudere tutte le porte della città e attaccò gli Etruschi prima che questi potessero riorganizzare le proprie forze. Questi ultimi, ora intrappolati, cominciarono a combattere contro i Romani, ma quando seppero che sarebbe stata risparmiata la vita in caso di resa, abbandonarono le armi in gran numero e fecero atto di sottomissione. Sutrium venne quindi catturata due volte nello stesso giorno. Livio fornisce una descrizione sulla quantità di bottino ottenuto. Dopo aver vinto tre guerre simultanee, Camillo tornò a Roma in trionfo.

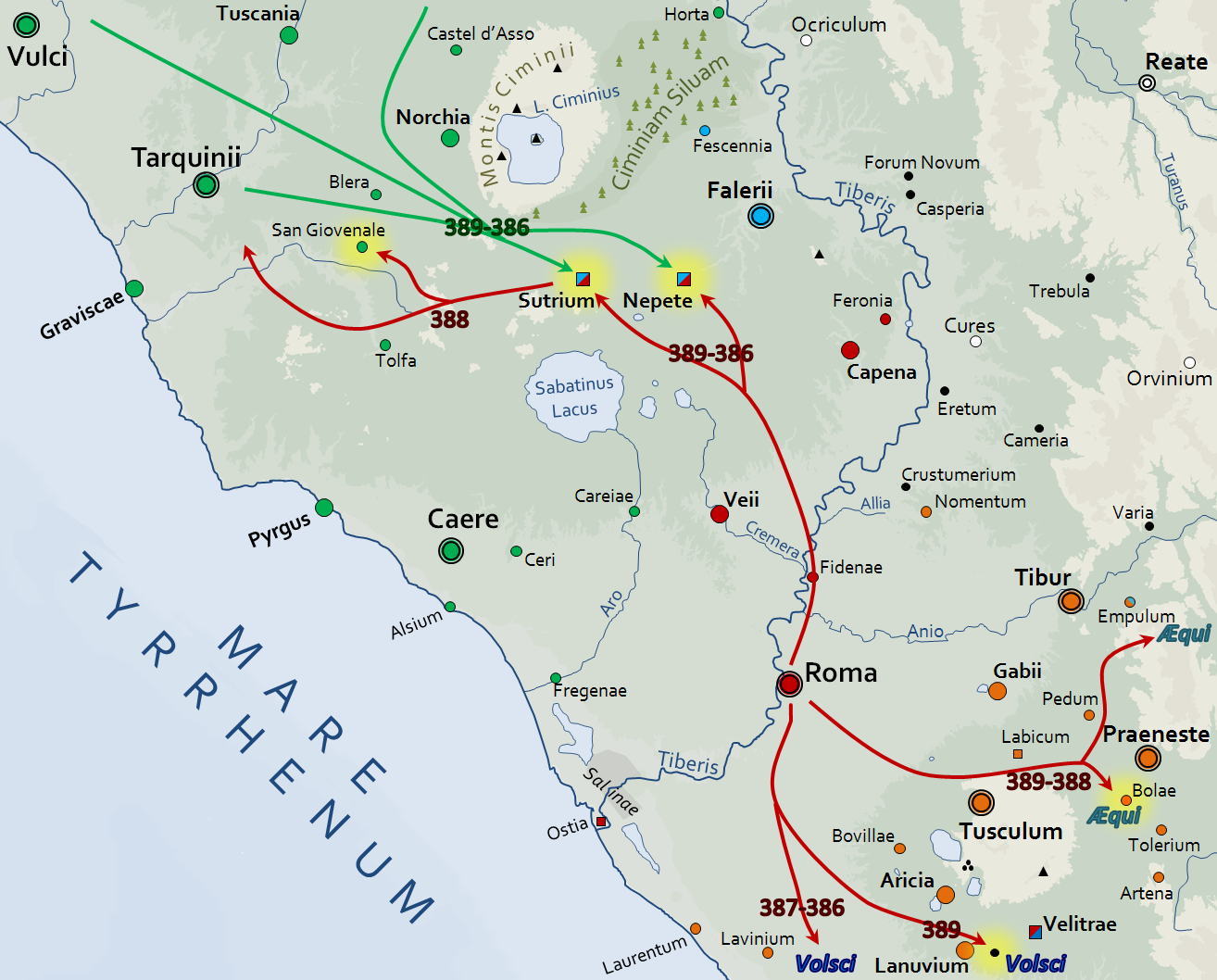
Mappa delle operazioni militari della guerra romano-etrusca degli anni 389-386 a.C.

I prigionieri etruschi furono venduti in un'asta pubblica; dopo che l'oro fu restituito alle matrone romane (che avevano contribuito con il loro oro a riscattare Roma dai Galli), ne rimase a sufficienza per fonderne in tre coppe con inciso il nome di Camillo e collocate nel tempio di Giove Ottimo Massimo, ai piedi della statua di Giunone.
Livio rimane la nostra unica fonte scritta per gli anni successivi. Egli ricorda che nel 388 a.C. un esercito romano invase il territorio di Tarquinia, dove furono catturate i villaggi di Cortuosa e Contenebra. La prima venne assaltata di sorpresa e cadde al primo assalto. A Contenebra una piccola guarnigione tentò di resistere, ma dopo pochi giorni venne sopraffatta dalle forze romane di molto superiori in numero. L'anno successivo (nel 387 a.C.), ancora gli Etruschi si ribellarono e i Romani furono costretti a chiedere a Camillo di intervenire, mentre egli era appena stato eletto con altri cinque membri, tribuno consolare per il 386 a.C.. Tuttavia Camillo fu costretto ad intervenire contro i Volsci che avevano invaso il territorio Pontino. Ancora una volta, approfittando del fatto che Roma era occupata lungo il fronte meridionale contro i Volsci, gli Etruschi attaccarono le roccaforti di Nepet e Sutrium. Fortunatamente Camillo riuscì a battere i Volsci rapidamente e Roma era riuscita a mettere in campo un secondo esercito. Fu così possibile unire le forze dei due eserciti, posti sotto il comando di Camillo e dell'altro tribuno consolare, P. Valerio Potito Poplicola, e condurre ora la guerra contro le forze etrusche. Presto le armate romane giunsero a Sutrium, che gli Etruschi erano riusciti ad occupare per metà. L'altra parte si difendeva con grande accanimento, strada per strada, barricata per barricata. Camillo divise il suo esercito in due parti, ordinando al suo collega di attaccare le mura dal lato in cui il nemico ne era venuto in possesso. Gli Etruschi così aggrediti da dentro e fuori dalla città, vennero costretti a ritirarsi lasciando sul campo numerosi morti. Dopo aver occupato nuovamente Sutrium, l'esercito romano marciò su Nepet, che da poco si era arresa agli Etruschi a causa del tradimento di alcuni cittadini. Camillo provò in prima istanza a convincere i Nepesini a cacciare gli Etruschi, ma al loro rifiuto, assaltò e catturò la città. Vennero, quindi, trucidati tutti gli Etruschi e gli abitanti di Nepet che si erano schierati dalla loro parte. Venne infine lasciato un presidio romano nella città. Dopo questa vittoria sembra regnò la pace tra Romani ed Etruschi fino al 358 a.C., quando Roma fu costretta, ancora una volta, ad intervenire contro Tarquinia.

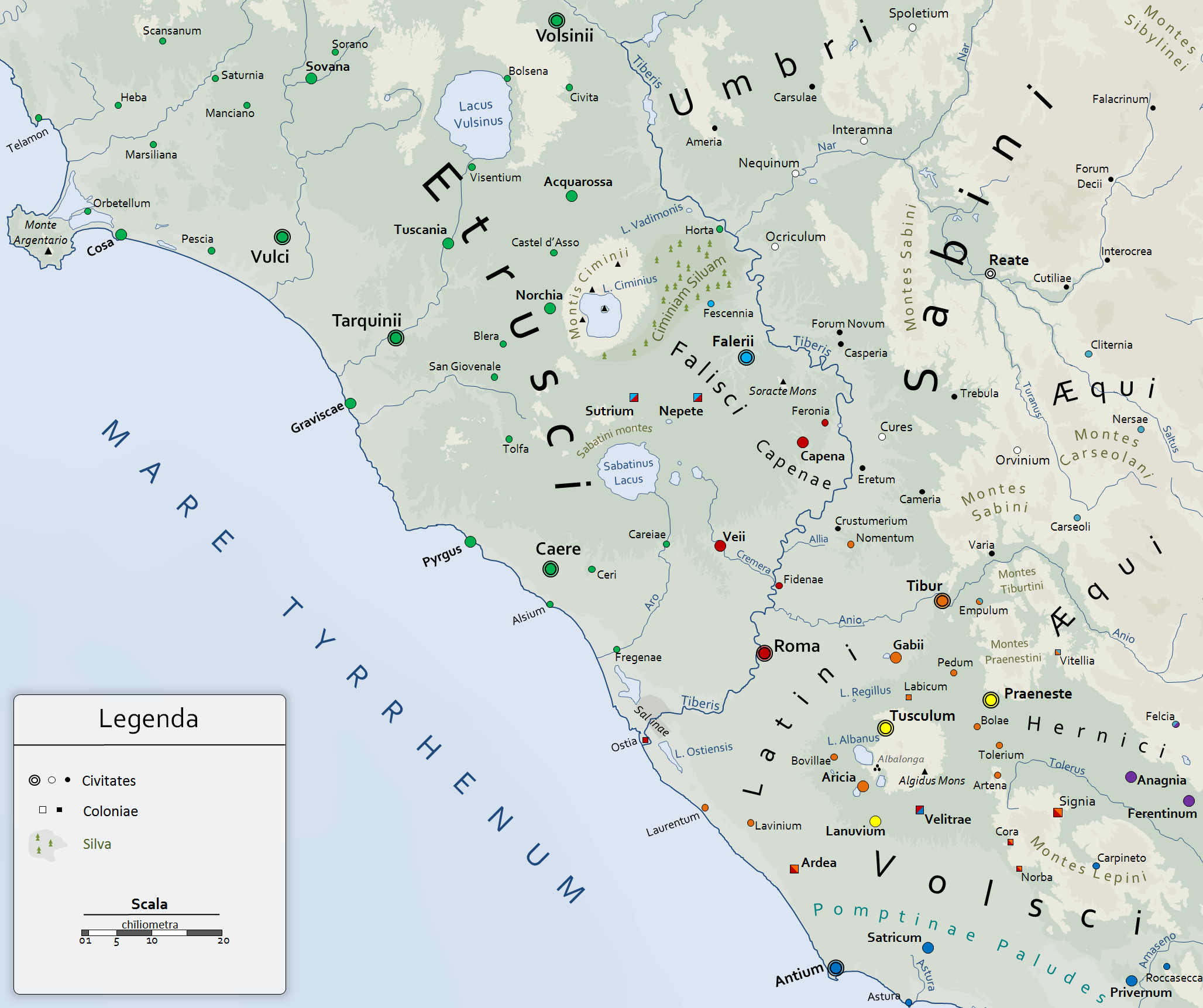
Carta dell'Etruria meridionale e del nord del Latium vetus all'indomani del sacco di Roma del 390 a.C.. Legenda dei colori di città e colonie:

██ Etruschi

██ Falisci nemici di Roma

██ Falisci alleati di Roma con guarnigioni romane

██ Romani

██ Colonie romano-latine popolatte soprattutto da Volsci

██ Colonie romano-latine

██ Latini neutrali

██ Latini in guerra contro Roma tra il 390 e il 377 a.C.

██ Equi

██ Ernici

██ Volsci

██ Popoli neutrali: Umbri e Sabini

##### Interpretazioni moderne

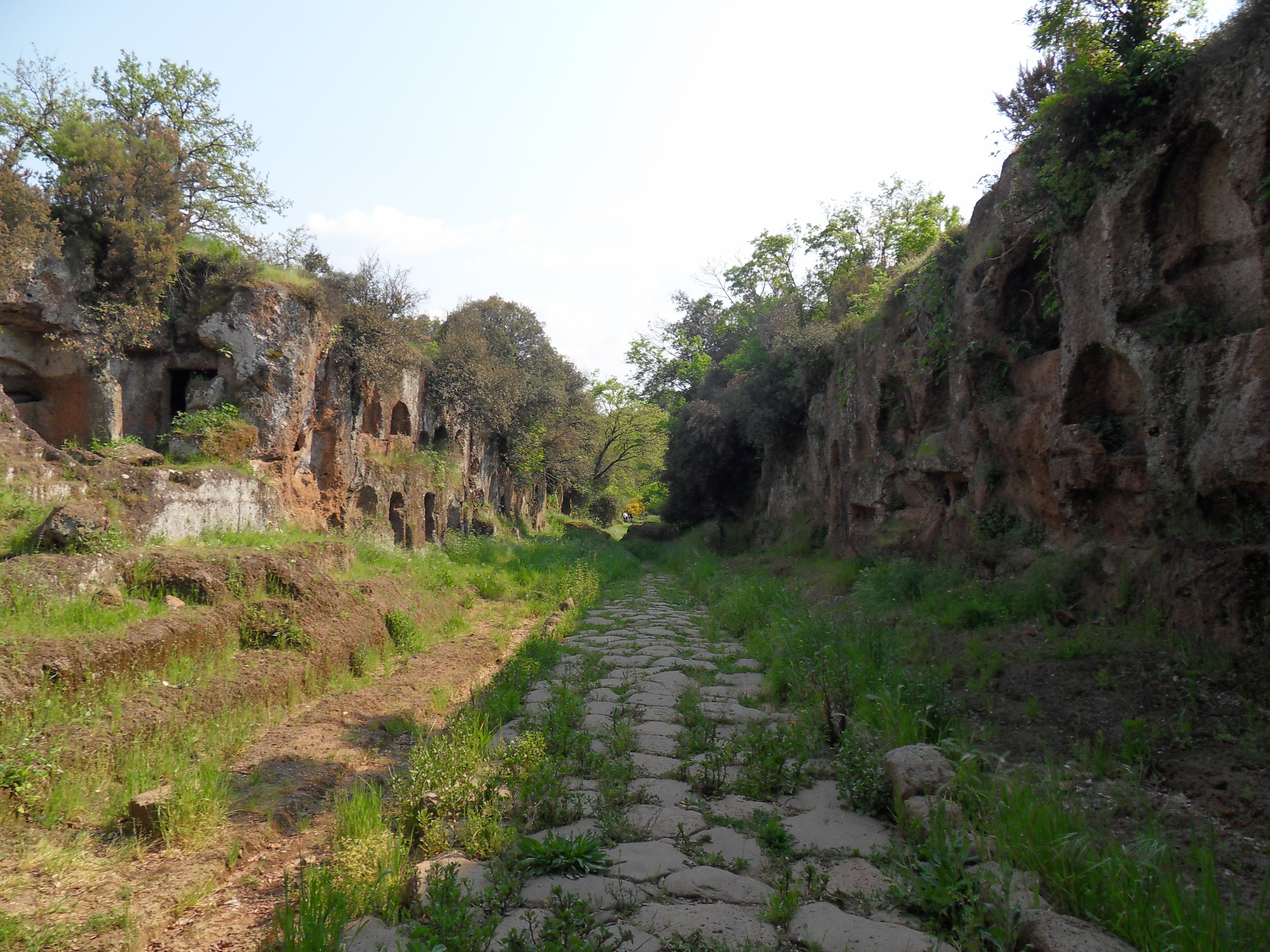
La necropoli dei "Tre Ponti" dell'antica Nepet, presso il cosiddetto "Cavo degli Zucchi", una delle numerose vie cave percorse dal tracciato della via Amerina.

Le fonti antiche si riferiscono spesso a riunioni della Lega etrusca presso il tempio di Vertumna. La Lega sembra esistesse ancora durante l'impero romano, quando si incontrava ancora vicino a Volsinii, luogo dove potrebbero essere avvenuti gli incontri nel corso del IV secolo a.C.. Tuttavia gli storici moderni considerano che la Lega etrusca fu più che altro un'organizzazione religiosa dedita a celebrare le festività etrusche comuni, non invece una qualche forma di alleanza militare. Piuttosto i resoconti annalistici romani e le altre fonti antiche sembrano descrivere un'Etruria disunita, suddivisa in numerose città-stato rivali. Riferimenti a tutta l'Etruria unita contro Roma sono quindi considerati antistorici. I documenti originali romani spesso parlano di combattimenti "contro gli Etruschi" senza specificare quali città partecipassero. Più tardi gli storici antichi hanno poi descritto plausibili, ma anche fittizi, coinvolgimenti dell'intera Etruria, con possibili riunioni dell'intera Lega Etrusca.
Le molte somiglianze tra i racconti delle campagne del 386 a.C. e del 380 a.C. - dove in entrambi Camillo risulta essere il comandante supremo romano che, prima sconfigge i Volsci e poi corre in aiuto di Sutrium - ha destato in molti studiosi moderni dubbi sulla storicità del ripetersi di questi eventi. Questa fu la posizione assunta dal Beloch, il quale dichiarò che, poiché il sacco gallico ebbe effetti gravi e duraturi sulle sorti di Roma, appaiono alquanto inverosimili le vittoriose e quasi contemporanee campagne militari di Camillo condotte contro Etruschi e Volsci. Tali racconti apparirebbero allo stesso autore come invenzioni progettate per minimizzare l'entità della sconfitta romana. Diversi scrittori, più tardi, trattarono queste vittorie inventate in vari modi, assegnando le stesse ad anni differenti con differenti dettagli, poiché nei resoconti di Livio risulterebbero come eventi separati, ma antistorici.
Cornell crede che il sacco gallico di Roma abbia rappresentato una battuta d'arresto dalla quale Roma si riprese molto rapidamente, e ritiene che le vittorie romane che seguirono, abbiano rappresentato una continuazione della politica espansionistica romana degli anni 420 a.C.. I racconti di queste vittorie furono probabilmente esagerati, e magari eventi duplicati, ma essenzialmente veritieri, rappresentando un quadro storico plausibile in relazione alla politica espansionistica romana di questo periodo. Risulterebbe invece esagerato il ruolo che ebbe in tutto ciò Camillo, sebbene la frequenza con cui viene menzionato e gli incarichi che ricoprì, fanno desumere quale sia stata l'importanza di questo personaggio storico in questo periodo.
L'Oakley ritiene che i racconti della vittoria romana contro Etruschi nel 389 a.C. possano essere realmente un evento storico, in quanto molti dei dettagli raccontati, a parte la sollevazione e la conquista di Sutrium, possono essere veritieri. Fatta eccezione per la restituzione dell'oro alle matrone romane, la descrizione di Livio sul trionfo di Camillo del 389, potrebbe essersi basato su informazioni autentiche; se così fosse, ciò confermerebbe i successivi combattimenti del 389. Egli ritiene, inoltre, che la campagna del 386 a.C. potrebbe anch'essa essere storica, anche se con troppi dettagli assai similari a quelli raccontati per il 389 a.C. Del resto una vittoria importante di Camillo in questo anno spiegherebbe perché non vi fu nessun altro combattimento lungo il fronte romano-etrusco fino al 358 a.C..
Il Forsythe ha invece una visione più scettica. Egli ritiene che solo l'esistenza di tre coppe d'oro dedicate da Camillo a Giunone sia storica e che gli antichi scrittori abbiano inventato una serie di impressionanti vittorie romane contro i tradizionali nemici di Roma al tempo di Camillo, dagli Etruschi, agli Equi e ai Volsci, subito dopo il sacco gallico, ipotizzando che Roma sia stata assediata dai nemici su tutti i fronti.
Il racconto poi di Livio riguardo alla cattura di Cortuosa e Contenebra del 388 a.C. appare di maggior valore storico rispetto alle campagne del 389 e 386 a.C. Nessun ulteriore ricordo di Cortuosa e Contenebra venne infatti conservato e i loro siti sono ad oggi ancora sconosciuti. In questo caso, scarso sarebbe stato l'interesse da parte degli autori antichi nell'inventare di sana pianta la cattura di villaggi sconosciuti; per questo motivo gli storici moderni tendono a considerare autentica la narrazione di questi siti altrimenti sconosciuti. I moderni scavi archeologici a San Giovenale, nei pressi di Tarquinia, hanno rivelato un insediamento fondato circa nel 650 a.C. e distrutto agli inizi del IV secolo a.C.. Tale insediamento potrebbe rappresentare uno dei due villaggi di Cortuosa o Contenebra, a cui Livio fa riferimento riguardo alla campagna militare del 388 a.C. che vide la distruzione di questi due villaggi, sebbene ciò sia ancora tutto da confermare

#### Guerra controTarquinia,FaleriieCaere(358-351 a.C.)
Come normalmente avviene è il solo Livio a fornire un resoconto dettagliato di questa guerra. Alcune parti sono poi integrate o confermate dal racconto di Diodoro Siculo e dei Fasti triumphales.

##### Nel racconto degli autori antichi

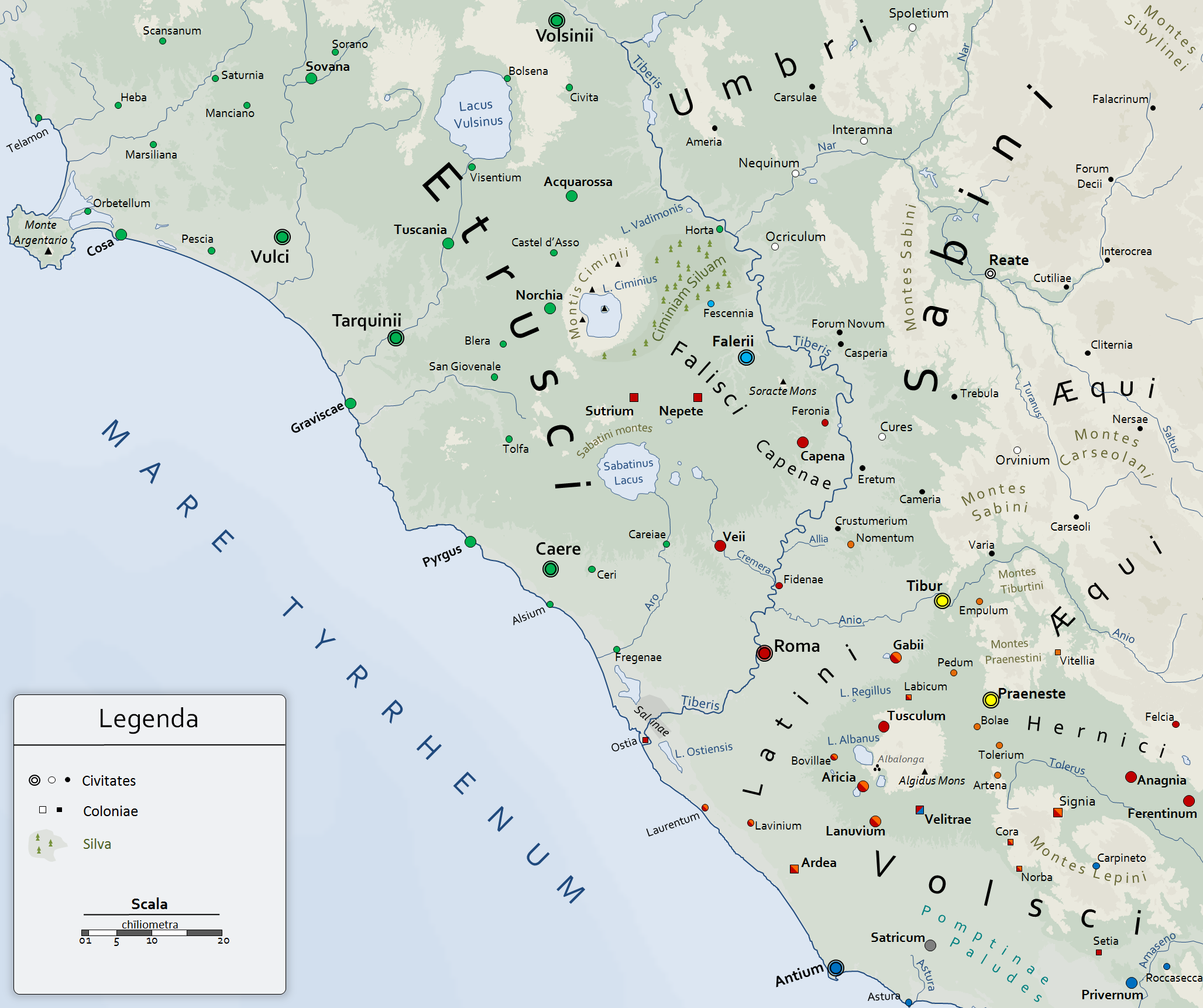
Mappa dell'Etruria meridionale e del Latium vetus attorno al 358 a.C.

Livio scrive che nel 358 a.C., Roma dichiarò guerra a Tarquinia dopo che le armate di questa importante città etrusca avevano fatto irruzione nel territorio romano. Il console Gaio Fabio Ambusto ebbe l'incarico di condurre la guerra. I Tarquiniensi riuscirono a sconfiggere Fabio e sacrificarono ai loro dèi ben 307 prigionieri romani. L'anno seguente (nel 357 a.C.), Roma dichiarò guerra anche contro i Falisci, che avevano combattuto a fianco dei Tarquiniensi e si erano rifiutati di restituire i disertori romani fuggiti a Falerii dopo che erano stati sconfitti, e perfino i feziali avevano chiesto la loro resa. La nuova campagna venne affidata al console Gneo Manlio Capitolino Imperioso. Egli non combinò nulla degno di nota se non convocare l'assemblea centuriata davanti al suo esercito, nell'accampamento nei pressi di Sutrium, e di approvare una legge per tassare la manomissione degli schiavi. Preoccupati da questo atto, i tribuni della plebe romani ritennero un'offesa capitale che l'Assemblea fosse stata convocata al di fuori del solito luogo di adunata. Diodoro Siculo registra anche una guerra tra Romani e Falisci, dove non avvenne nulla degno di nota, limitandosi a dire che vi erano state razzie e saccheggi.
Secondo quanto racconta Livio, nel 356 a.C., il console Marco Fabio Ambusto condusse i Romani contro Falisci e Tarquiniensi. L'esercito etrusco portò con sé anche i sacerdoti, armati di serpenti e torce, i quali causarono nei Romani un tale timore da indurli a fuggire in preda al panico verso i loro accampamenti, ma il console, allibito per il loro comportamento, li costrinse a riprendere la battaglia. Gli Etruschi, allora, furono dispersi e il loro campo catturato. Ciò indusse tutta l'Etruria a marciare, sotto la guida dei Tarquiniensi e dei Falisci, contro le saline romane della foce del Tevere. In questa situazione di emergenza i Romani nominarono dittatore Gaio Marcio Rutilo. Fu la prima volta che un plebeo veniva nominato dittatore. Marcio portò le sue truppe attraverso il Tevere sopra delle zattere. Dopo un'iniziale cattura di un certo numero di predoni etruschi, riuscì ad occupare l'accampamento etrusco, durante un attacco a sorpresa, oltre a fare ben 8 000 prigionieri; gli altri vennero uccisi o cacciati fuori del territorio romano. Il popolo di Roma premiò Marcio con un trionfo, anche se non venne ratificato dal Senato. Questo dato è supportato dai Fasti triumphales che registrano
(Fasti triumphales)
Secondo quanto aggiunge Diodoro Siculo, gli Etruschi saccheggiarono il territorio romano, razziando le rive del Tevere, prima di tornare a casa.

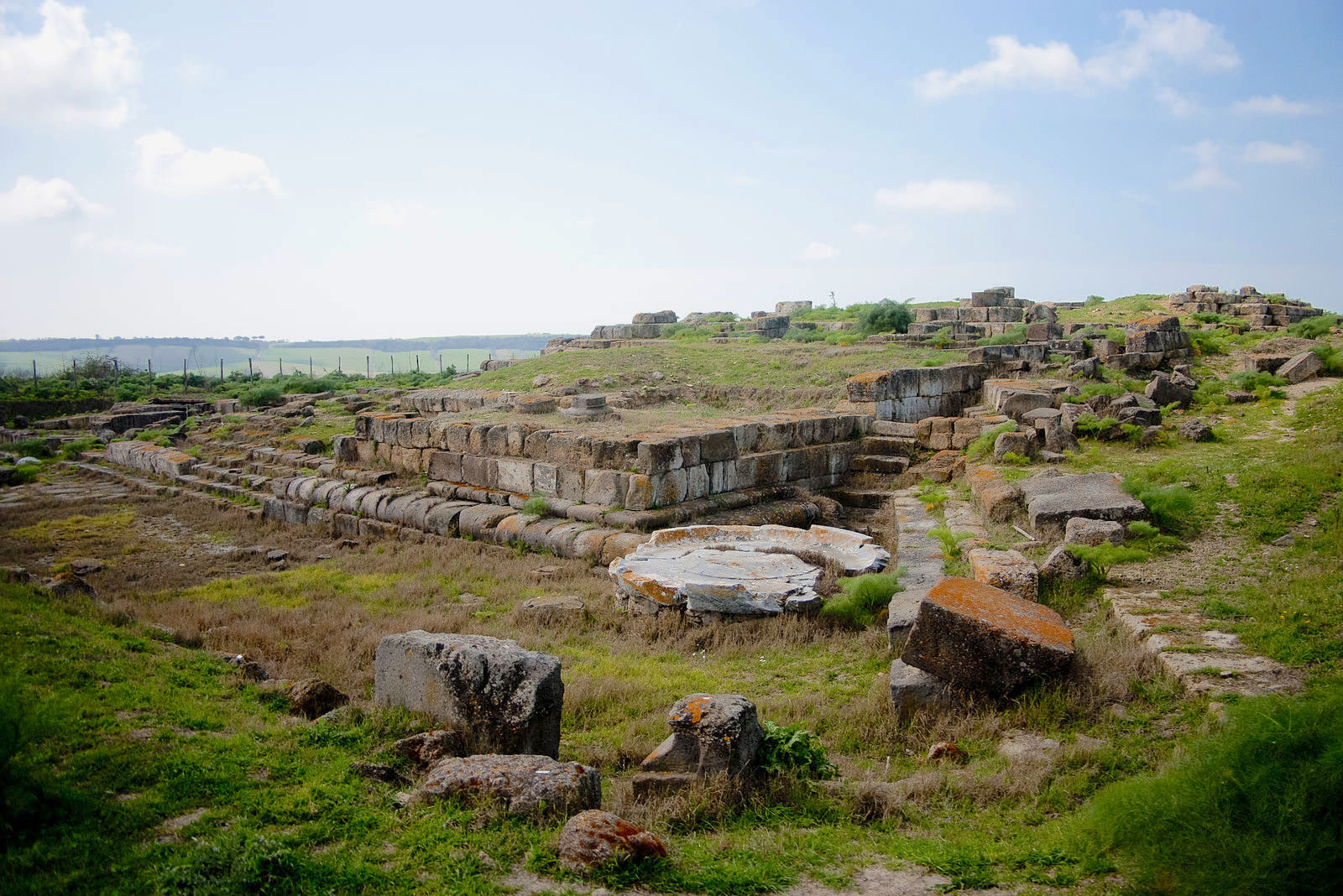
Ara della Regina a Tarquinia.

Secondo quanto narrano alcuni scrittori consultati da Livio, nel 355 a.C., il console Gaio Sulpicio Petico devastò il territorio di Tarquinia, anche se altri ritenevano che egli avesse condotto una campagna militare contro la città di Tibur, insieme al suo collega. Nel 354 a.C. i Romani costrinsero i Tarquiniensi ad arrendersi, dopo la morte di un gran numero di loro in battaglia. I prigionieri furono tutti uccisi, ad esclusione di 358 nobili, che furono inviati a Roma dove vennero flagellati e decapitati nel Foro romano, come punizione per quei Romani uccisi dai Tarquiniensi nel 358 a.C.. Secondo Diodoro Siculo, solo 260 vennero giustiziati nel Foro.
Livio risulta a questo punto l'unica fonte per gli anni finali della guerra. Nel 353 a.C., giunsero voci a Roma che gli abitanti di Caere si erano schierati con Tarquinia e gli altri alleati etruschi. Ciò venne confermato quando il console Sulpicio Petico, che stava devastando il territorio tarquiniese, riferì che le saline romane erano state attaccate. Parte del bottino venne inviato a Caere e, senza dubbio, alcuni dei razziatori provenivano da questa città. I Romani allora nominarono dittatore, Tito Manlio Imperioso Torquato, il quale dichiarò guerra a Caere. I Ceriti, amaramente pentiti per le loro azioni, inviarono ambasciatori a Roma per implorare la pace. In considerazione della loro antica amicizia con i Romani, venne concesso a Caere un trattato di pace per 100 anni. A questo punto i Romani poterono concentrare le loro forze sui Falisci, ma quando giunsero al loro accampamento, lo trovarono abbandonato, tanto che l'esercito romano poté tornare a Roma dopo aver devastato il territorio falisco.
Nel 352 a.C., a causa di voci infondate, come si scoprì più tardi, le dodici città dell'Etruria formarono una Lega contro Roma, tanto che i due consoli romani furono costretti a nominare un nuovo dittatore: Gaio Giulio Iullo. Durante il 351 a.C., nel corso dell'ultimo anno di guerra, il console Tito Quinzio Peno Capitolino Crispino mosse guerra contro Falerii, mentre il suo collega Gaio Sulpicio Petico contro Tarquinia. Non ci fu nessuno scontro, poiché i Falisci e i Tarquiniensi ormai stanchi della guerra, dopo aver subito continue devastazioni nei loro territori negli anni precedenti, chiesero la pace. I Romani concessero a ciascuna città una tregua di 40 anni.

##### Interpretazioni moderne

I cavalli alati di Tarquinia, rinvenuti presso l'Ara della Regina.

Gli storici moderni ritengono che sia realmente accaduto quanto raccontato dagli autori antichi in termini generali, sebbene la storicità di molti eventi specifici sia dubbia. Livio, come solitamente avviene nei suoi racconti di parte romana, considera causa principale della guerra (casus belli) l'aggressione nemica nei confronti di Roma. E in questo caso specifico, potrebbe anche essere vero. Roma era già coinvolta in un pesante guerra contro Tibur e l'invasione dei Galli, per cui l'aggressione di Tarquinia, proprio in questo periodo, risulterebbe assolutamente plausibile. Tarquinia, infatti, voleva strappare il controllo del basso Tevere a Roma (le saline). Caere, nel racconto di Livio, sembra piuttosto asservita a Tarquinia. Falerii invece potrebbe essere stata mossa dal desiderio di recuperare i territori perduti con Roma una quarantina di anni prima.
Alcuni studiosi hanno interpretato il sacrificio dei 307 prigionieri romani come un'altra versione della leggendaria battaglia del Cremera, dove 306 uomini della Gens Fabia perirono contro gli Etruschi. Altri hanno anche fatto raffronti con le raffigurazioni di gladiatori e l'uccisione dei prigionieri nell'arte etrusca. I sacerdoti poi, brandendo serpenti e torce, potrebbero essere delle semplici invenzioni, ma potrebbero anche riflettere un rito magico etrusco che Livio e le sue fonti non hanno saputo capire e interpretare.
E se il Beloch sembra respingere la dittatura di Marcio Rutilo, Oakley invece ritiene che sia improbabile che la prima dittatura plebea possa essere stata inventata. E se in alcuni casi gli storici romani potrebbero aver inventato molti eventi iniziali, vi è da aggiungere che, avendo avuto accesso ai documenti originali riguardo ai nemici uccisi e fatti prigionieri della fine del IV secolo a.C., la prigionia provocata a 8 000 etruschi nel 356 a.C. potrebbe risalire a documenti contemporanei agli eventi. I dati relativamente al numero delle vittime sono notoriamente portati all'esagerazione, sia da parte dei condottieri che combatterono le battaglie, sia da parte degli storici. Il Forsythe ha proposto che durante questa campagna militare sia stata fondata la città di Ostia, porto di Roma. La tradizione storica attribuisce, invece, la sua fondazione al quarto re di Roma, Anco Marzio (che regnò secondo la leggenda dal 640 al 616 a.C.), tuttavia i più antichi reperti archeologici presso il sito sono stati datati alla metà del IV secolo a.C.. Il fatto di proteggere la costa e la foce del Tevere dagli attacchi tarquiniesi avrebbe fornito un motivo sufficiente per fondare una colonia romana in questa posizione, avendo forse gli storici latini confuso il dittatore Marcio Rutilo con il re Anco Marzio.
La flagellazione seguita da decapitazione era una pratica comune romana, e questo dettaglio potrebbe essere solo un'invenzione plausibile di un annalista successivo. Alcuni storici ritengono che Caere divenne civitas sine suffragio nel 353 a.C.. Questa teoria viene però respinta dall'Oakley, il quale ritiene che ciò sia accaduto solo nel 274/273 a.C.. Il fatto che il dittatore del 352 a.C., Gaio Giulio Iullo, risulti sconosciuto, insieme alle peculiarità costituzionali della sua nomina, potrebbe rappresentare la garanzia della storicità di questa dittatura. Il fatto che, durante il tardo periodo repubblicano, non fosse consuetudine utilizzare tregue a tempo determinato, lascia supporre che questo genere di condizioni di pace siano veritiere e tipiche invece del primo periodo repubblicano. E seppure Livio descriva Roma come vittoriosa, il fatto di descrivere azioni sommarie di razzia e non invece singoli e dettagliati episodi riguardanti ciascuna città etrusca, rivelerebbe che non solo le azioni risultano essere state molto limitate nel loro raggio d'azione, ma che Roma non era ancora in grado di dominare, in questa fase, l'intera Etruria.

#### Gli ultimi sussulti di indipendenza etrusca (311-89 a.C.)

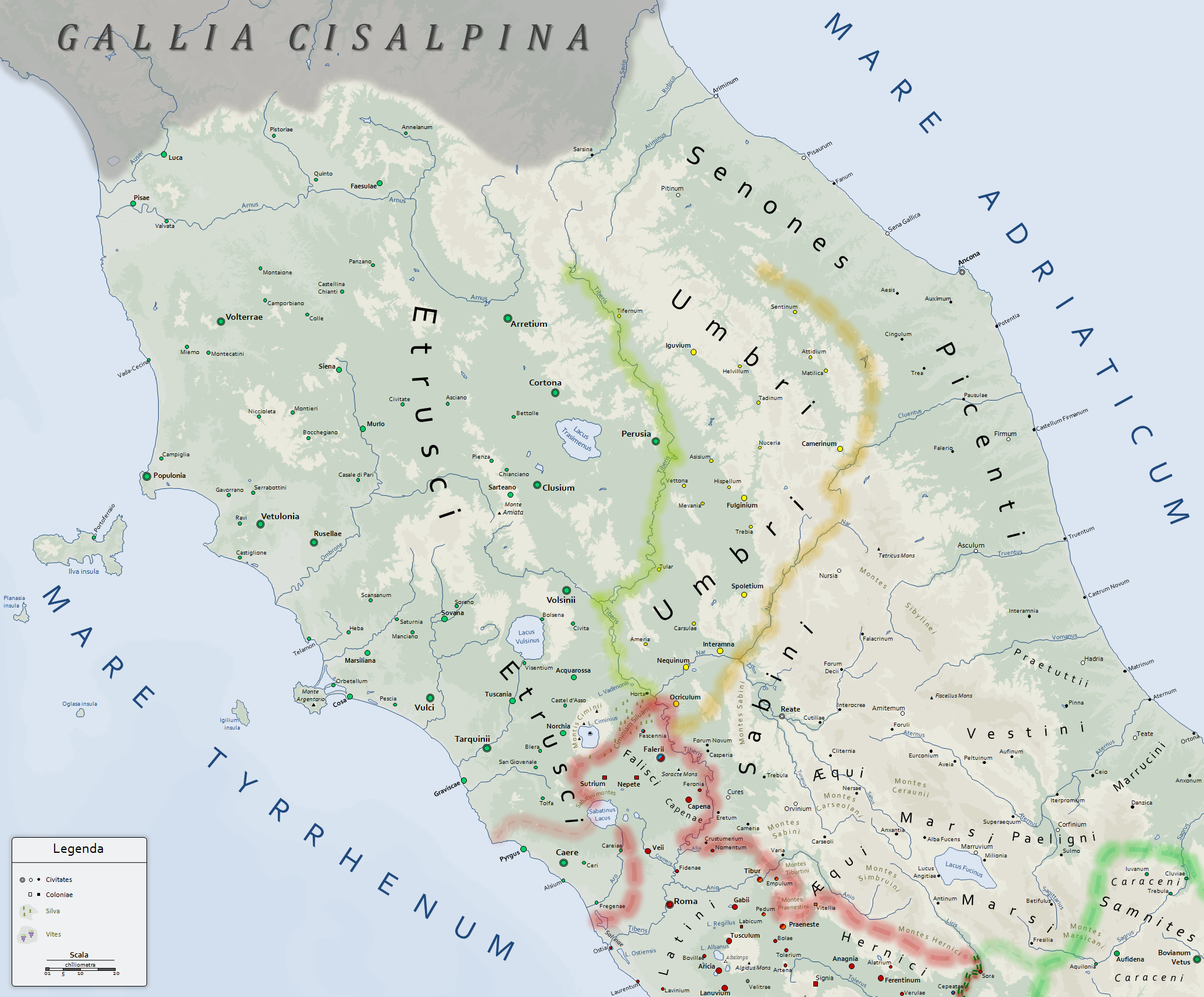
Il teatro della guerra romano-etrusca degli anni 311-309 a.C.

Per oltre due secoli gli Etruschi, su iniziativa dell'una o dell'altra città, ostacolarono l'espansionismo romano, che spesso ricorse a rotture dei patti, come nel caso dell'attacco a Volsinii (Orvieto), quando interruppero un pluridecennale trattato di pace dopo pochi anni dalla sua stipula.
Nel 295 a.C., coalizzati con gli Umbri e i Sanniti, furono sconfitti dai Romani nella battaglia di Sentino: nel giro di qualche decennio furono assoggettate a Roma le città dell'attuale Lazio, divenute alleate quando Roma subì l'attacco da parte dei cartaginesi di Annibale. Nel 280 a.C. la città di Vulci, e la sua alleata Volsinii, furono sconfitte dall'esercito romano guidato dal console Tiberio Coruncanio, ricordato per essere stato il primo plebeo a essere eletto pontefice massimo a Roma, che per questo ottenne il trionfo. Come conseguenza di questa sconfitta, la città perse gran parte dei suoi territori che furono assegnati a Cosa e Forum Aurelii, l'odierna Montalto di Castro. Anche se le città entrarono nel territorio romano prima dell'inizio del I secolo a.C., ebbero uno "status" particolare, finché la Guerra Sociale del 90 a.C., ponendo fine alla loro autonomia, diede loro la cittadinanza romana mediante la lex Iulia dell'89 a.C..

## Conseguenze
A partire dalla tarda epoca repubblicana (inizi del I secolo a.C.) la romanizzazione dell'Etruria poteva dirsi ormai completata. Nell'89 a.C. gli Etruschi e i coloni latini ottengono la cittadinanza romana, ma il periodo successivo è segnato da gravi avvenimenti militari: fu distrutta definitivamente Talamone e il suo porto, oltre probabilmente a Roselle e Vetulonia, mentre a Populonia la distruzione è ricordata dalle fonti. I mutamenti che si registrarono nel territorio sono per la maggior parte contraddistinti dalla rovina dei piccoli proprietari e dei coloni, con la scomparsa dei loro insediamenti nelle campagne, a favore delle ville.
La vittoria di Roma nelle guerre contro gli Etruschi portò questi ultimi ad essere assorbiti nella cultura romana, mentre Roma diventava una delle maggiori potenze del Mediterraneo occidentale, insieme a Greci e Cartaginesi. Più tardi, al tempo dell'imperatore Augusto venne costituita la VII Regione, detta Regio VII Etruria, delle undici in cui fu suddiviso il territorio dell'Italia romana.